# Triplosphaeria acuta
Triplosphaeria acuta är en svampart som beskrevs av Kaz. Tanaka & K. Hirayama 2009. Triplosphaeria acuta ingår i släktet Triplosphaeria och familjen Tetraplosphaeriaceae.   Inga underarter finns listade i Catalogue of Life.